# Matt Nielsen
Matthew Peter Nielsen, detto Matt (Sydney, 3 febbraio 1978), è un allenatore di pallacanestro ed ex cestista australiano.

## Palmarès

### Squadra
- Campionato lituano: 1

Lietuvos rytas: 2005-2006
- Coppa di Grecia: 1

Olympiakos: 2010-2011
- Lega Baltica: 2

Lietuvos rytas: 2005-2006, 2006-2007
- Eurocup: 2

Valencia: 2009-2010
Chimki: 2011-2012

### Individuale
- MVP finals ULEB Eurocup: 1

Valencia: 2009-10
- All-ULEB Eurocup First Team: 1

Valencia: 2009-10
- All-ULEB Eurocup Second Team: 1

Valencia: 2008-09